# Maguse Lake
Maguse Lake är en sjö i Kanada.   Den ligger i territoriet Nunavut, i den centrala delen av landet, 2 200 km nordväst om huvudstaden Ottawa. Maguse Lake ligger 48 meter över havet. Arean är 1 399 kvadratkilometer. Den sträcker sig 57,6 kilometer i nord-sydlig riktning, och 41,7 kilometer i öst-västlig riktning.
Omgivningarna runt Maguse Lake är i huvudsak ett öppet busklandskap. Trakten runt Maguse Lake är nära nog obefolkad, med mindre än två invånare per kvadratkilometer.